# Guerra russo-svedese (1656-1658)
La guerra russo-svedese del 1656-1658 fu una guerra combattuta tra Russia e Svezia come parte del teatro bellico della Seconda guerra del nord. Essa si svolse in un momento di pausa della contemporanea guerra russo-polacca (1654-1667) come conseguenza della pace di Vilnius. Malgrado i successi iniziali, lo zar Alessio I di Russia non riuscì ad assicurarsi gli obbiettivi prefissati, ovvero la revisione del trattato di Stolbovo che aveva privato la Russia della costa baltica durante la guerra d'Ingria.

## Antefatto
Quando Carlo X Gustavo di Svezia invase la Polonia, prese Varsavia e annunciò le sue pretese sulle conquiste compiute dalla Russia nel granducato di Lituania, Afanasij Ordin-Naščokin (che era il capo della diplomazia russa all'epoca) decise che fosse opportuno sospendere le ostilità contro la già debole confederazione polacco-lituana e attaccare la retroguardia dell'esercito svedese al contrario. Per tale scopo aprì dei negoziati e concluse una pace con la Polonia nell'estate del 1656 (la pace di Vilnius, nota anche come pace di Niemież), mossa che indispettì uno dei principali alleati della Russia, l'atamano ucraino Bohdan Chmel'nyc'kyj che era in buone relazioni con la Svezia e che voleva al contrario continuare a combattere i polacchi, approfittando della loro debolezza.

## Campagna di guerra

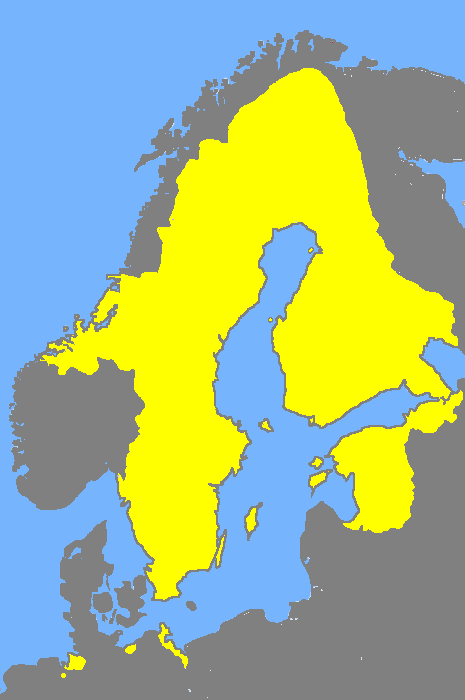
I confini della Svezia nel 1658, al tempo della guerra.

A luglio, una forza di riserva dell'esercito russo attraversò l'Ingria svedese ed occupò due fortezze baltiche chiave, quella di Nöteborg e quella di Nien. Un distaccamento avanzò sino a Dorpat (Tartu), che cadde nel mese di ottobre. Le forze principali marciarono lungo le rive della Dvina occidentale sino a Riga, prendendo Daugavpils (vedi assedio di Dyneburg) e Koknese (vedi Presa di Kokenhusen) lungo il percorso. Alla fine di agosto, la capitale della Livonia venne assediata e bombardata.
La marina russa ad ogni modo non riuscì ad intercettare i rinforzi provenienti dalla Svezia attraverso il Baltico e pertanto Riga riuscì a resistere sino all'ottobre di quello stesso anno, quando i russi dovettero abbandonare l'assedio. Gli svedesi riconquistarono gran parte dell'Ingria, presero il Monastero delle Grotte di Pskov ed inflissero una sconfitta al generale Matvej Šeremetev a Valga nel 1657, ma vennero a loro volta sconfitti da un altro generale russo, Ivan Chovanskij, a Gdov, il 16 settembre 1657.

## Conclusione
Dalla fine del 1658, la Danimarca venne estromessa dalla guerra del nord ed i cosacchi ucraini sotto la guida del successore Chmel'nyc'kyj, Ivan Vyhov'skyj, alleati coi polacchi, cambiata la situazione internazionale, spinsero lo zar a riprendere la guerra con la Polonia il più presto possibile. Sulla base di tali circostanze, era necessario concludere una pace con la Svezia. Il 20 dicembre, venne negoziato quindi con gli svedesi il trattato di Velisar secondo il quale la Russia ottenne di poter mantenere i territori già conquistati nelle attuali Lituania ed Estonia (Koknese, Aluksne, Dorpat e Nyslott) per un periodo di tre anni.
Quando si concluse il termine del contratto, la posizione militare della Russia nella guerra con la Polonia si era a tal punto deteriorata che lo zar non poté più permettersi una nuova guerra contro la potente Svezia. I suoi boiardi non ebbero altra scelta che siglare il trattato di Kardis nel 1661, fatto che obbligò la Russia e restituire definitivamente le conquiste ottenute alla Svezia, confermando dunque quanto previsto dal trattato di Stolbovo. Questo status delle cose perdurò sino allo scoppio della Grande guerra del nord nel 1700.